# 1150 a.C.

## Eventos
- 1400 a.C a 1150 a.C — Período da cerâmica mais bem documentado (Terras Largas)[onde?].[1]
- 1150 a.C a 1145 a.C. — Reinado de Ramessés V.[2]